# John Ernest Holloway
Edwin Daniel Hatch (12 de febrero de 1881 - 6 de septiembre de 1945) fue un sacerdote anglicano, botánico, y pteridólogo neozelandés.

## Biografía
Aborigen de Christchurch, Nueva Zelanda en 1881 y educado en Nelson College y Auckland University College, donde obtuvo su DSc en 1917.
Tomó las órdenes sagradas y sirvió a la iglesia desde 1909 hasta 1922. Había desarrollado, sin embargo, un gran interés por la botánica y fue elegido miembro de la Sociedad Real de Nueva Zelanda en 1921. Fue nombrado profesor responsable del Departamento Botánico, Universidad de Otago en 1924. Mientras en la Universidad de Otago fue mentor botánico de renombrados colegas como la Dama Ella Orr Campbell y Greta Stevenson.
Murió en Timaru, Nueva Zelanda el 6 de septiembre de 1945.

## Algunas publicaciones
- 1936. Links in the New Zealand flora with the remote past. Cawthron lecture. Ed. R.W. Stiles, 28 p.
- 1916. Studies in the New Zealand Species of the Genus Lycopodium. Ed. Marcus F. Marks, Gov. printer.

## Reconocimientos
- 1937: elegido miembro de la Royal Society de Londres, de su candidatura se leyó:

"Con la excepción de un breve período (1909 a 1912) pasó en Yorkshire y el sur de Londres, el Dr. Holloway participó activamente en el trabajo parroquial en diferentes partes de Nueva Zelanda desde 1907 hasta 1922. Profesor Nombrado en 1924. la mayor parte de su investigación se llevó a cabo antes de que asumiera el trabajo académico. Distinguido por su trabajo original sobre 'Lycopodium, Tmesipteris, Phylloglossum "y el Hymenphyllaceae (Trans Instituto NZ: Anales de botánica);. el primero en dar una cuenta completa de prótalos y embriogenia de 'Tmesipteris' la calidad de su trabajo, que ha hecho contribuciones materiales a la botánica morfológica, es excelente y en opinión de la hecho de que sus investigaciones se llevaron a cabo en circunstancias muy difíciles la cantidad es notable."

## Eponimia
- (Aizoaceae) Ruschia hollowayana L.Bolus[5]
- (Fabaceae) Carmichaelia hollowayi G.Simpson[6]
- La abreviatura «Holloway» se emplea para indicar a John Ernest Holloway como autoridad en la descripción y clasificación científica de los vegetales.[7]